# 711 (numero)
Settecentoundici (711) è il numero naturale dopo il 710 e prima del 712.

## Proprietà matematiche
- È un numero dispari.
- È un numero composto con 6 divisori: 1, 3, 9, 79, 237, 711. Poiché la somma dei suoi divisori (escluso il numero stesso) è 329 < 711 è un numero difettivo.
- È un numero di Harshad.
- È un numero congruente.
- È un numero malvagio.
- È parte delle terne pitagoriche (711, 948, 1185), (711, 3080, 3161), (711, 3160, 3239), (711, 9348, 9375), (711, 28080, 28089), (711, 84252, 84255), (711, 252760, 252761).

## Astronomia
- 711 Marmulla è un asteroide della fascia principale del sistema solare.
- NGC 711 è una galassia lenticolare della costellazione dell'Ariete.

## Astronautica
- Cosmos 711 è un satellite artificiale russo.